# Petunia No. 2
Petunia No. 2 est un tableau réalisé par la peintre américaine Georgia O'Keeffe en 1924. De format vertical, cette huile sur toile représente deux fleurs et un bourgeon de pétunias sur un fond bleu traversé diagonalement par un arc sombre. L'œuvre est conservée depuis 1996 au Georgia O'Keeffe Museum, à Santa Fe, au Nouveau-Mexique.